# Liste der Kulturdenkmäler in Harthausen
In der Liste der Kulturdenkmäler in Harthausen sind alle Kulturdenkmäler der rheinland-pfälzischen Ortsgemeinde Harthausen aufgeführt. Grundlage ist die Denkmalliste des Landes Rheinland-Pfalz (Stand: 18. Juli 2022).

## Einzeldenkmäler
| Bezeichnung                                     | Lage                                                                   | Baujahr                            | Beschreibung | Bild                           |
| ----------------------------------------------- | ---------------------------------------------------------------------- | ---------------------------------- | --- | ------------------------------ |
| Friedhofskreuz und Grabmal                      | Am Pfaffensee, auf dem Friedhof Lage                                   | ab 1860                            | Friedhof 1823 angelegt, 1840, 1865, 1968 und 1980 erweitert; - Friedhofskreuz, bezeichnet 1860; - Grabmal A. Löffler († 1918), Jugendstil | Fotos hochladen                |
| Kapelle                                         | Hanhofer Straße Lage                                                   | 1874                               | Kapelle, Holz und Stein, Firstreiter, 1874; Kreuzigungsgruppe, 1873 von Gottfried Renn, Speyer                                            | Fotos hochladen                |
| Tabakschuppen                                   | Hanhofer Straße 10 Lage                                                | 1852                               | ehemaliger Tabakschuppen, jetzt Dorfgemeinschaftshaus; hölzerner Stadel mit Klappenkonstruktion, 1852                                     | weitere Bilder Fotos hochladen |
| Wohnhaus                                        | Heiligensteiner Straße 2 Lage                                          | 1856                               | eingeschossiges Wohnhaus mit Kniestock, 1856; straßenbildprägend                                                                          | Fotos hochladen                |
| Wegekreuz                                       | Josef-Diebold-Straße Lage                                              | 1951                               | schlichtes Kreuz mit Korpus, 1951 von Werner Schreiner, Harthausen                                                                        | Fotos hochladen                |
| Wohnhaus                                        | Rappengasse 8 Lage                                                     | 1836                               | eingeschossiges Fachwerkwohnhaus, Toranlage bezeichnet 1836                                                                               | Fotos hochladen                |
| Kreuzigungsgruppe                               | Speyerer Straße, Ecke Schwegenheimer Straße Lage                       | 1777                               | Kreuzigungsgruppe; lebensgroße Sandsteingruppe, 1777, Renovierungen bezeichnet 1808, 1908/1952, 2009                                      | Fotos hochladen                |
| Katholische Pfarrkirche St. Johannes der Täufer | Speyerer Straße 10 Lage                                                | 1872                               | Saalbau, sogenannter Maximilianstil, 1872, Architekt Anton Hurt, Speyer; die beiden unteren Turmgeschosse spätgotisch; mit Ausstattung    | weitere Bilder Fotos hochladen |
| Wohnhaus                                        | Speyerer Straße 16 Lage                                                | erste Hälfte des 18. Jahrhunderts  | eingeschossiges Fachwerkwohnhaus mit Kniestock, erste Hälfte des 18. Jahrhunderts, Gauben 19. Jahrhundert                                 | Fotos hochladen                |
| Wohnhaus                                        | Speyerer Straße 30 Lage                                                | 1833                               | eingeschossiges Fachwerkwohnhaus, bezeichnet 1833                                                                                         | Fotos hochladen                |
| Gasthaus „Zum Ochsen“                           | Speyerer Straße 37 Lage                                                | 1874                               | stattliches Wohn- und ehemaliges Gasthaus „Zum Ochsen“, 1874                                                                              | Fotos hochladen                |
| Wohnhaus                                        | Speyerer Straße 101 Lage                                               | zweite Hälfte des 18. Jahrhunderts | eineinhalbgeschossiges barockes Wohnhaus, wohl aus der zweiten Hälfte des 18. Jahrhunderts; ortsbildprägend                               | Fotos hochladen                |
| Wohnhaus                                        | Zwerchgasse 4 Lage                                                     | um 1870                            | eineinhalbgeschossiges Wohnhaus, um 1870                                                                                                  | Fotos hochladen                |
| Feldkreuz                                       | nördlich des Ortes am Modenbach; Flur Bachgewanne Lage                 | 18. Jahrhundert                    | Feldkreuz, Steinkreuz, wohl aus dem 18. Jahrhundert                                                                                       | Fotos hochladen                |
| Brücke                                          | nordwestlich des Ortes; Flur Obere Flußgewanne Lage                    | 1821                               | einbogige Sandsteinbrücke über den Kropsbach, 1821                                                                                        | Fotos hochladen                |
| Bildstock                                       | südlich des Ortes an der K 26; Flur Am Bildstock Lage                  | 1718                               | Bildstock, hufeisenförmige Nische auf Pfeiler, bezeichnet 1718                                                                            | Fotos hochladen                |
| Wegekreuz                                       | südlich des Ortes an der K 26; Flur An der Heiligensteiner Straße Lage | 1824                               | Wegekreuz, ehemaliges Friedhofskreuz von 1824                                                                                             | Fotos hochladen                |